# Ocreatus
Ocreatus é um gênero de aves apodiformes pertencente à família dos troquilídeos, que inclui os beija-flores. O gênero possui três espécies, que se encontram distribuídas desde a Bolívia, Colômbia, Equador, Peru e Venezuela. As espécies representantes do gênero são, vernaculamente, denominadas como beija-flores-de-raquetes ou colibris-de-raquetes.

## Sistemática e taxonomia
Esse gênero foi descrito primeiramente na década de 1830, dessa vez classificada dentro de outro gênero, Ornismya, por um influente naturalista francês, René Primevère Lesson. Alguns anos depois, um notável ornitólogo inglês John Gould, que se torna conhecido por suas contribuições sobre os beija-flores, nomeou um novo gênero monotípico, incluindo a espécie-tipo Ocreatus underwoodii. Desde a formação, o gênero passaria por diversas alterações, que tinham como o objetivo o desmembramento do táxon subordinado.
De acordo com as definições do Comitê Ornitológico Internacional (COI), esse gênero é composto por três espécies diferentes. Entretanto, conforme Handbook of the Birds of the World, pela BirdLife International e a taxonomia de Clements consideram tal táxon como uma de oito subespécies reconhecidas do colibri-de-raquetes-setentrional (O. underwoodii). Pela definição do Comitê Ornitológico Nacional, a espécie principal possui cinco subespécies, ao que as outras espécies são monotípicas. Enquanto isso, a classificação pelo South American Classification Committee reconhece apenas a espécie-tipo. Ainda, a última avalia o reconhecimento de quatro subespécies.
Etimologicamente, o nome do gênero originou-se de um único derivado do neolatim, ocreatus, literalmente "grevado" ou "equipado de grevas", em referência aos tufos de plumagem próximos aos pés. Essa é uma característica comum entre os lesbíineos, a qual esse gênero compõe, principalmente entre a tribo dos Heliantheini. Por outro lado, um termo que especifica uma de suas espécies, underwoodii, referencia Thomas Richard Underwood, que ilustrou a primeira descrição visual conhecida do beija-flor, que foi então entregue a Lesson. O termo addae, presente em uma das potenciais espécies, se caracteriza por uma dedicatória a Adda Wilson. Um outro descritor específico, annae, homenageia outra mulher, dessa vez Anna Branicka. Outro termo em latim, peruanus, referencia seu país de origem.

### Espécies[1][2]
- Ocreatus underwoodii (Lesson, 1832), beija-flor-de-raquetes-setentrional — encontrado nos Andes do oeste do Equador e norte da Venezuela
  - O. underwoodii polystictus (Todd, 1942) — encontrado nos estados de Carabobo a Miranda, no norte da Venezuela
  - O. underwoodii discifer (Heine, 1863) — encontrado desde a Colômbia a Venezuela, nos estados de Zulia, Falcón, Táchira e oeste de Barinas
  - O. underwoodii underwoodii (Lesson, 1832) — encontrado nos Andes da Colômbia oriental
  - O. underwoodii incommodus (Kleinschmidt, 1943) — encontrado nos Andes ocidentais e centrais da Colômbia
  - O. underwoodii melanantherus (Jardine, 1851) — encontrado por toda a distribuição andina do Equador
- Ocreatus peruanus (Gould, 1846), beija-flor-das-raquetes-peruano — encontrado nos Andes do nordeste do Peru e leste do Equador
- Ocreatus addae (Bourcier, 1846), beija-flor-das-raquetes-meridional — encontrado nos Andes do Peru central e Bolívia
  - O. addae addae (Bourcier, 1846) — encontrado nos Andes do sul e centro do Peru
  - O. addae annae (Berlepsch & Stolzmann 1894) — encontrado nos Andes da Bolívia